# بيرسي بنجامين ألين
بيرسي بنجامين ألين (بالإنجليزية: Percy Benjamin Allen)‏ هو سياسي نيوزلندي، ولد في 30 يونيو 1913، وتوفي في 1992. انتخب عضو مجلس النواب النيوزيلندي.